# Philips Tele-Spiel
O Philips Tele-Spiel é um console da 1ª geração lançado em 1975 como uma série de consoles Philips o primeiro modelo (ES-2201) é muito semelhante ao Magnavox Odyssey e como ele usa cartuchos, com 5 jogos de fábrica o Badminton, Pelota, Tiro ao alvo, Corridas e o famoso Caçador de fantasmas, enquanto outros jogos podiam ser adquiridos separadamente por 45F.
O modelo ES-2201 não se tornou muito popular, Na frança foi vendido por nada menos que 400F (equivalente a 60 Euros na época) mas nada de sucesso e então a Philips substituiu por outros quatro modelos, Philips Tele-Spiel ES-2203/2204 e Philips Tele-Spiel ES-2208/2218 Las Vegas.

## Modelo ES-2201
Tinha 2 controladores removíveis para controlar o videogame e não havia as famosas raquetes para controlar os consoles daquela geração e no lugar dela havia apenas um cursor mecânico (um potenciômetro linear). Com um botão longo. O controlador conecta diretamente na parte traseira dos cartuchos e não ao console em si.
Inclui duas rodas para selecionar a frequência do canal de TV e o nível de dificuldade, e dois controles deslizantes com o objetivo de fazer a contagem dos pontos.
ES-2201 era alimentado por uma pilha e ligado ao televisor através do conector de antena a imagem estava em preto e branco.

### Informações Técnicas
| Nome do Console: Tele-Spiel           |
| Nomes alternativos: ES 2201 Tele-Peli |
| Data de lançamento: Final de 1975     |
| Preço Original: FRF 400               |
| País de origem: Germany               |
| Fabricante: Philips                   |
| Número de jogos: 5                    |

## Fotos

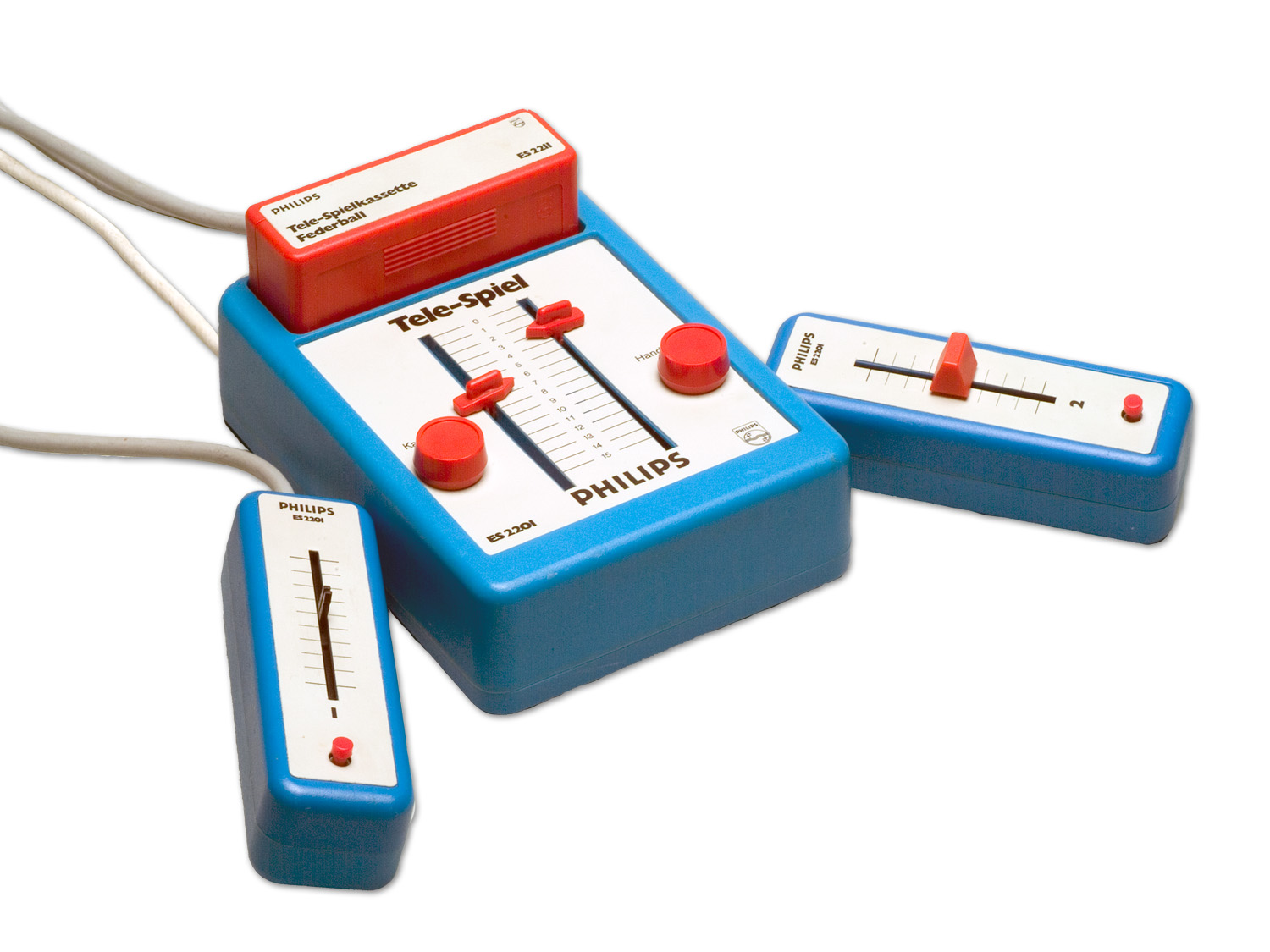
O Philips Tele-Spiel ES-2201
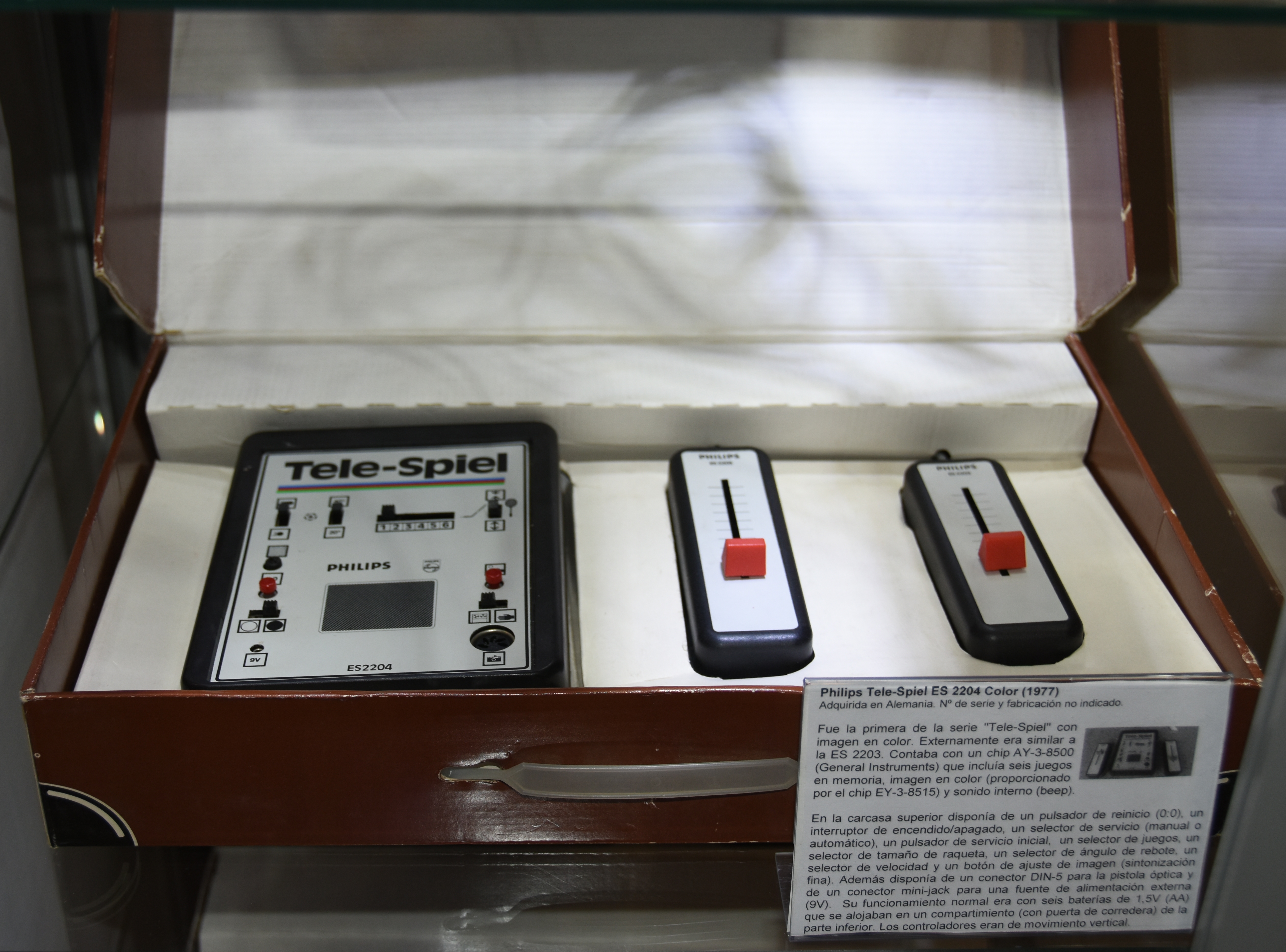
O Philips Tele-Spiel ES-2204
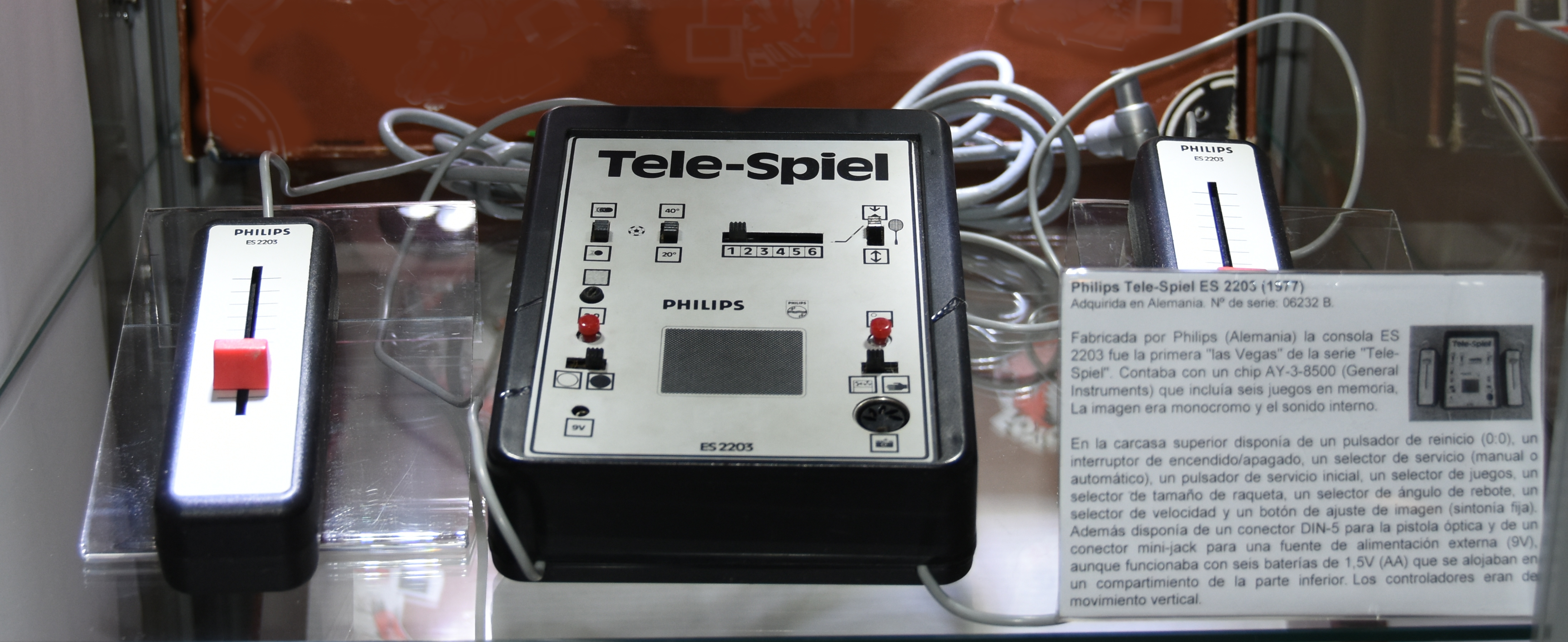
O Philips Tele-Spiel ES-2203
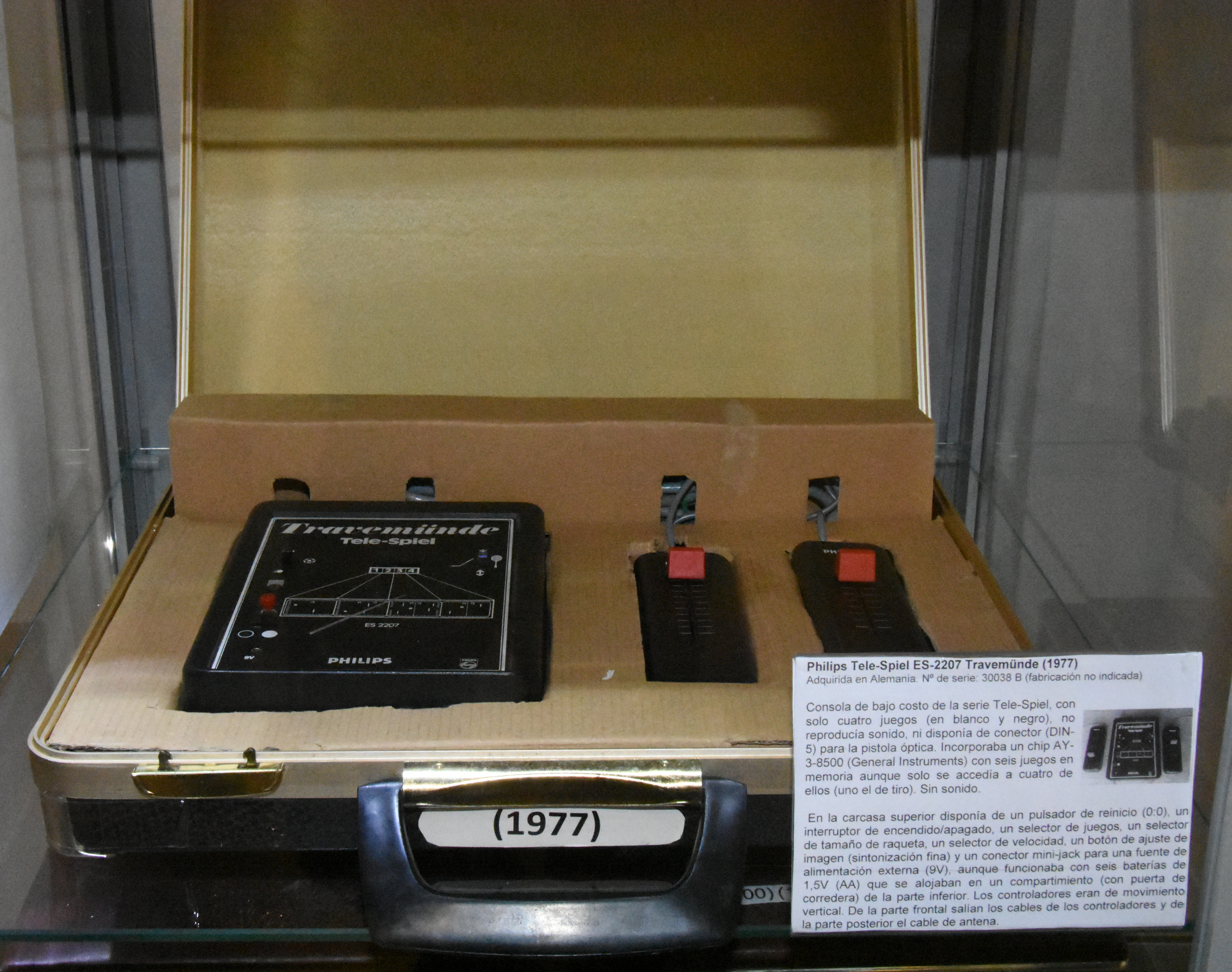
O Philips Tele-Spiel ES-2207
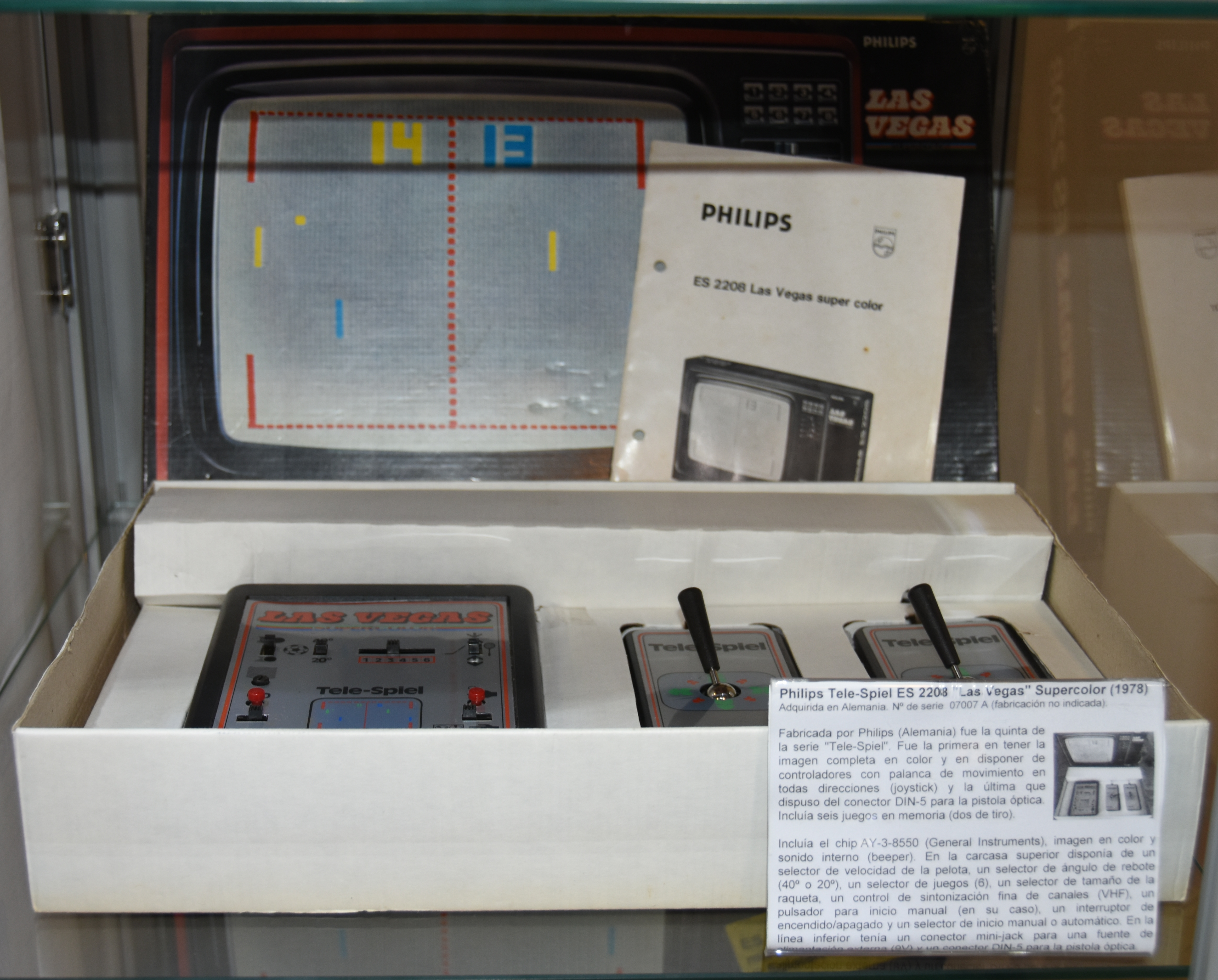
O Philips Tele-Spiel ES-2208
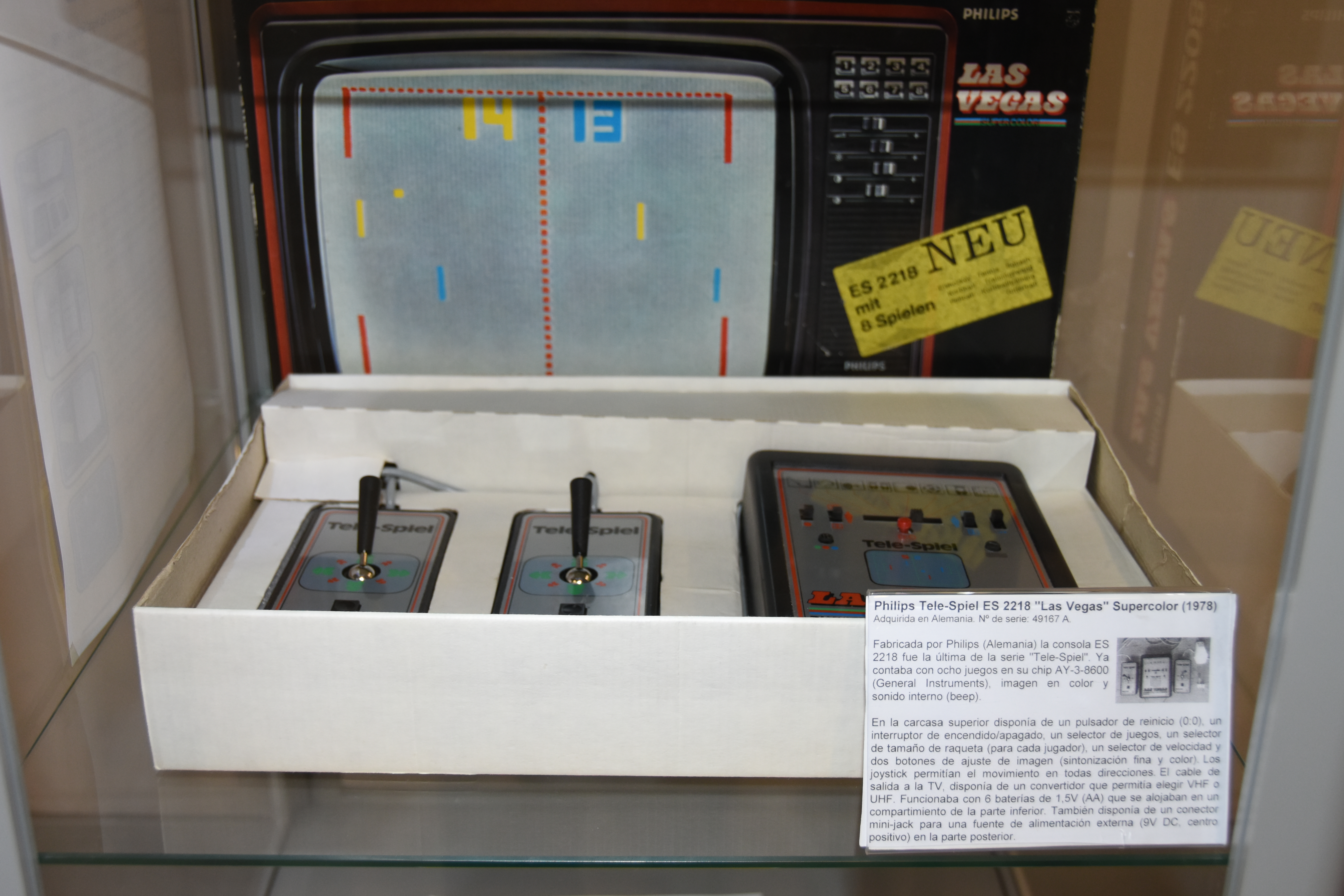
O Phillips Tele-Spiel ES-2218

## Jogos
| ES-2211            | ES-2212                      | ES-2213                     | ES-2214               | ES-2215                      |
| ------------------ | ---------------------------- | --------------------------- | --------------------- | ---------------------------- |
| Federball (alemão) | Trainingswand (alemão)       | Tontaubenschiessen (alemão) | Autoslalom (alemão)   | Phantomjagd (alemão)         |
| Badminton (inglês) | Pelota (inglês)              | Tiro ao prato ( inglês)     | Corrida (inglês)      | Ghostchaser (inglês)         |
| Tênis (francês)    | Mur d'entrainement (francês) | Tir au Pigeon (francês)     | Auto Slalom (francês) | Chasse au phantome (francês) |

## Ver Também
- Lista de Consoles de videogames
- Philips
- Lista de jogos eletrônicos mais vendidos